# Objets trouvés
Pour les articles homonymes, voir Objets trouvés (homonymie).
Le terme « objets trouvés » désigne habituellement le service chargé de collecter et rassembler les biens meubles égarés par leur propriétaire. La plupart des grandes villes ou des grandes compagnies de transport public disposent de leur propre service des objets trouvés. 

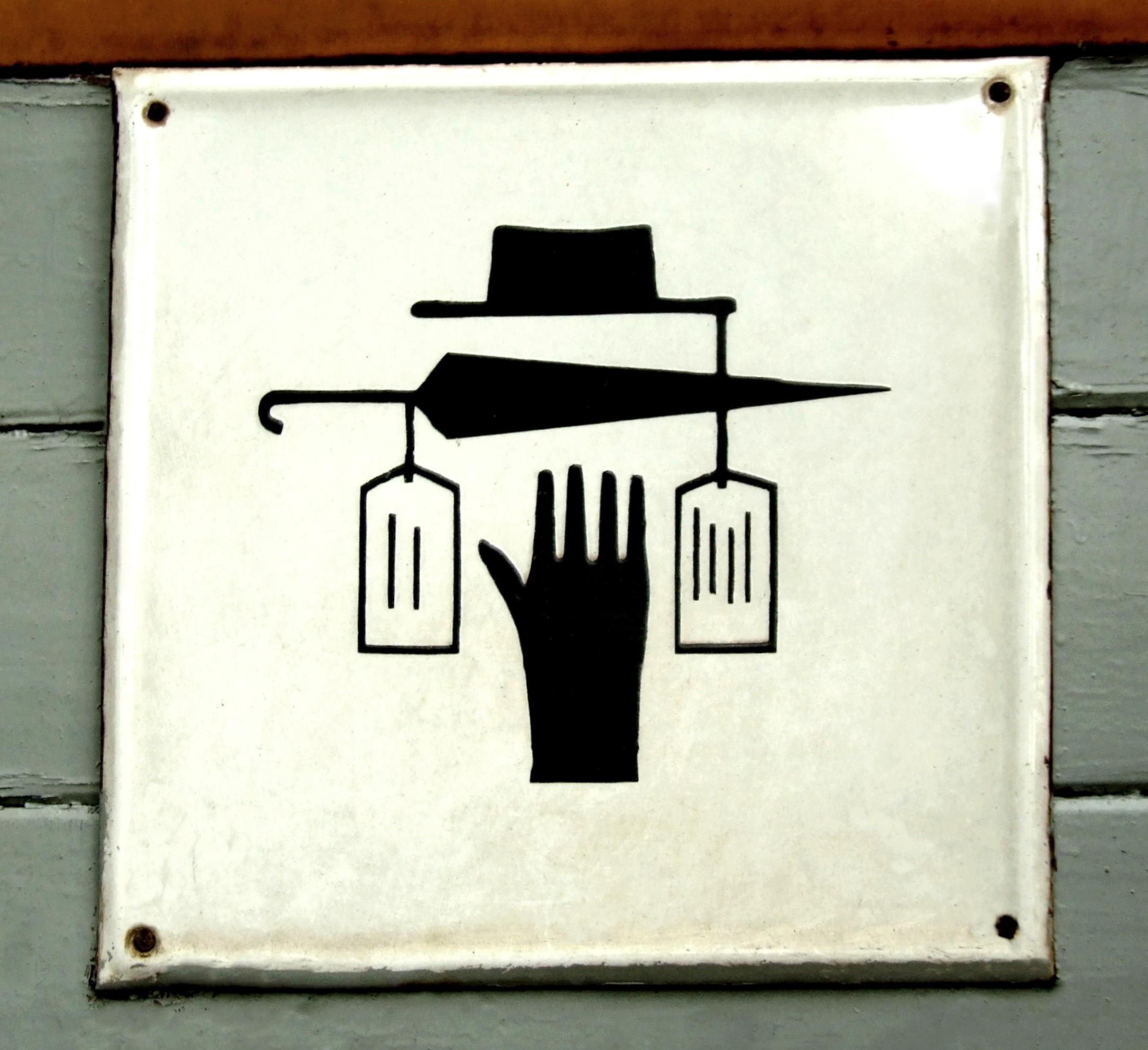
Symbole du bureau des objets trouvés d'une petite gare en Pologne.

En 2004, le service parisien des objets trouvés a fêté ses 200 ans,. À titre d'exemple, selon DataMatch, plus de 47 000 objets ont été déposés en trois mois (août à octobre 2014) dans le service parisien. Toujours à Paris, environ 20 % des objets qui y sont apportés sont réclamés et retrouvés par leurs propriétaires.

## En France

### Historique

#### Sous l'Ancien Régime
Durant le Moyen Âge et sous l'Ancien Régime, les objets perdus doivent être rapportés au seigneur qui doit alors faire annoncer publiquement la trouvaille 3 dimanches de suite. À défaut de réclamation, les objets reviennent au seigneur. Un édit de 1695 prévoit que ces annonces doivent être faites par huissier à la sortie des églises. La situation est quelque peu différente en ce qui concerne les transports : un document de 1699 précise que "tous les objets laissés dans les bureaux des messageries, coches et voitures publics dont le propriétaire est inconnu appartient aux Domaines royaux après deux années".
Cependant un droit d'épave existe, confirmé par une ordonnance de 1681 (art. 27), qui précise que la cargaison d'un navire naufragé en pleine mer (le droit applicable aux navires échoués près des cotes est différent, afin de lutter contre les "naufrageurs" volontaires) appartient au roi et à celui qui parvient à l'emporter. Le propriétaire antérieur, en abandonnant son navire, perd donc ses droits de propriété sur le bateau et sa cargaison.

#### Après la Révolution française
Le 1er décembre 1790 en France, la « loi relative aux domaines nationaux, aux échanges et concessions qui ont été faits, et aux apanages » précise qu'un bien sans maître appartient à la Nation. L'Assemblée constituante supprime les droits féodaux par les décrets des 4 août 1789, 15 mars 1790 et 13 avril 1791, dont le dernier traite plus spécifiquement du droit seigneurial des épaves.
En 1804, le préfet de police de Paris impose aux commissaires de police de faire porter à la préfecture les objets trouvés qui auraient été déposés dans leurs bureaux. Ce service des objets trouvés restera néanmoins peu connu du grand public et peu utilisé. En 1850 le service s’installe rue du Harlay (près du Palais de Justice) : près de 10 000 objets y sont déposés chaque année. Cependant la complexité des démarches pour récupérer des objets est telle qu’elle décourage nombre d’étourdis.

#### XIXeetXXesiècles
Il faut attendre le 13 octobre 1893 pour que le préfet Louis Lépine décide de créer un service unifié et centralisé de collecte des objets trouvés, quelle qu'en soit la provenance.
À partir de 1939, le service des objets trouvés s'installe à son emplacement actuel (36, rue des Morillons, Paris 15e). De nouvelles législations sont peu à peu introduites, définissants les règles d'application (nature des objets, durée de garde et conditions de restitution)

### Législation française

#### Définition
Un objet trouvé est un bien meuble qui a été perdu par son propriétaire dans un lieu ouvert au public (lieu public, voie publique, commerce, véhicule servant au transport de voyageurs...) et trouvé par une autre personne (« l'inventeur »). L'objet trouvé appartient toujours à son propriétaire : il est donc conseillé à celui qui le trouve de le déposer auprès du service des objets trouvés, l'inventeur prouve ainsi qu'il ne cherche pas à s'approprier le bien d'autrui.
Avant d'être considéré comme « objet trouvé », l'objet alors égaré par son propriétaire, est désigné comme « objet perdu ». 

#### Durée de conservation
La durée de conservation d'un objet trouvé est fixée par les municipalités, elle est donc variable. À Paris, le service des objets trouvés les conserve pendant 4 mois s'ils ont une valeur inférieure à 50 euros et pendant 1 an et 6 mois si leur valeur est supérieure à 50 euros. Au-delà de ce délai ils peuvent être remis à l'inventeur, si celui-ci en a fait la demande. Cependant le perdant pourra revendiquer l'objet pendant trois ans à compter du jour de la perte. En cas de non-réclamation par le propriétaire légitime ou par l'inventeur, et après expiration du délai de conservation, l'objet peut être vendu au bénéfice de l'État ou détruit.

#### Propriété de l'objet perdu
L'objet perdu appartient à son propriétaire pendant trois ans à compter du jour de la perte (article 2276 du code civil et Cass. Crim., 30 oct. 1969: pourvoi n°69-90372 ) et, même s'il est remis à son inventeur avant ce délai, celui-ci n'en est que le dépositaire, ne devenant pas propriétaire immédiatement. Ainsi, le bien peut être revendiqué par son propriétaire notamment auprès de l'inventeur pendant 3 ans. Si le bien a été vendu par l'inventeur avant la fin du délai de trois ans et que ce dernier ne peut donc le restituer, il pourra, sous certaines conditions, être obligé de rembourser la valeur du bien.

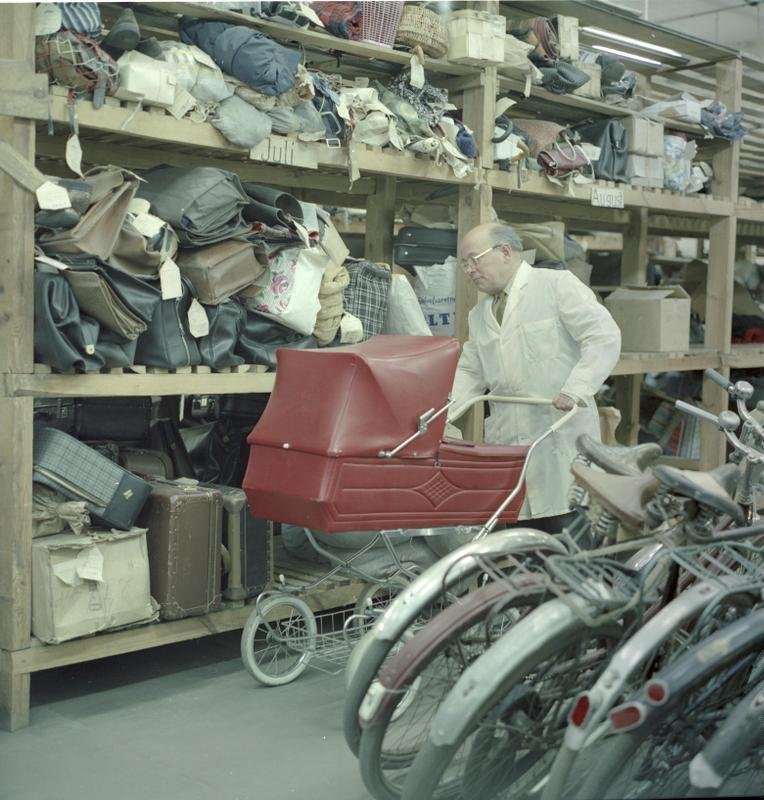
Le bureau des objets trouvés, Berlin (1973)

### Quelques chiffres
- 600 à 700 objets ramenés par jour au service des objets trouvés de Paris dont seuls 100 à 200 récupérés par leur propriétaire[6].
- 1 milliard d'euros d'affaires par an perdues par les enfants en France soit près de 1000 tonnes[7].
- 733 ordinateurs portables égarés par semaine à l'aéroport Charles de Gaulle, 3300 dans les 8 plus grands aéroports d'Europe et plus de 15000 si on inclut aussi les aéroports des États-Unis[8].
- 2 millions d'objets perdus sont récupérés chaque année dans les mairies et les Polices Municipales[9].

## En Suisse
En Suisse, la loi prévoit que tout objet trouvé doit être remis au poste de police le plus proche, au bureau communal des objets trouvés ou au bureau des objets trouvés de la compagnie de transport concerné (objet trouvé dans un moyen de transport public).
La personne qui dépose un objet trouvé a droit à une récompense équivalant généralement à 10 % de la valeur de l'objet ; et si un objet n'a pas été réclamé par son propriétaire dans un délai de 5 ans, il est remis à la personne qui l'a trouvé.